# 伞花树萝卜
伞花树萝卜（学名：Agapetes forrestii），为杜鹃花科树萝卜属下的一个植物种。